# Пентафторфенол
Пентафторфенол — органическое соединение класса фенолов. Относится к перфторированным органическим соединениям.

## Свойства
Чистый пентафторфенол представляет собой бесцветные гигроскопичные кристаллы (две кристаллические модификации) с запахом фенола. Хорошо растворяется в органических растворителях, умеренно растворим в воде.
Реагирует с щелочами с образованием солей:
{\displaystyle {\mathsf {C_{6}F_{5}OH+NaOH\rightarrow C_{6}F_{5}ONa+H_{2}O}}}
Пентафторфеноляты вступают в реакции алкилирования, ацилирования и фосфорилирования с образованием соответствующих эфиров.
Может взаимодействовать с сильными электрофильными реагентами и окислителями:
С сильными основаниями реагирует в жёстких условиях, при этом образуются продукты замещения атома фтора в мета-положении.
У пентафторфенола выявлена бактерицидная и фунгицидная активность. Он раздражает кожу и слизистые оболочки, способен всасываться через кожу. Токсичен: ЛД50 = 283 мг/кг (мыши, подкожно), ПДК = 5,0 мг/м3

## Получение и применение
Синтез пентафторфенола осуществляется реакцией гексафторбензола с водным раствором гидроксида калия при 150°С.
Пентафторфенол используется при получении вулканизирующихся фторэластомеров и в качестве реагента-активатора в получении пептидов.